# Historia Azji

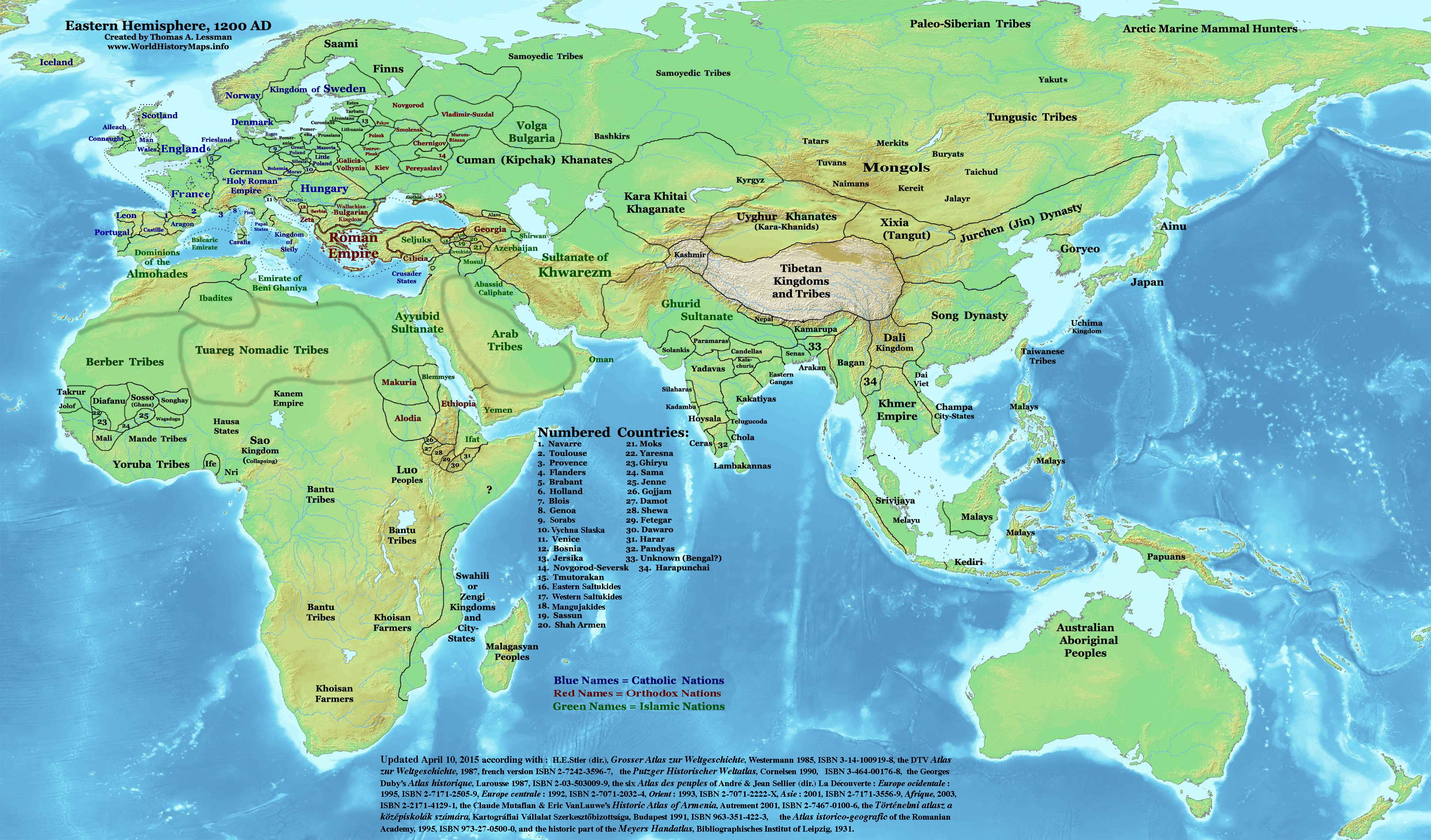
Azja w roku 1200

Historia Azji – dzieje Dalekiego Wschodu, Azji Południowej, Azji Zachodniej i Bliskiego Wschodu oraz poszczególnych regionów kontynentu azjatyckiego, rozpatrywane przez pryzmat procesów kulturowo-cywilizacyjnych na przestrzeni od IV tysiąclecia p.n.e. do czasów współczesnych.

## Azja sprzed ekspansji kolonialnej
W starożytności kultury i państwa azjatyckie powstawały w dolinach wielkich rzek. W IV tysiącleciu p.n.e. w dolinach Tygrysu i Eufratu rozwinęła się cywilizacja Sumerów. W jej miejsce w II tysiącleciu p.n.e. powstały Babilonia i Asyria. W III tysiącleciu p.n.e. w dolinie Indusu istniała kultury Mohendżo Daro i Harappa. Na przełomie III i II tysiąclecia p.n.e. ludy aryjskie zakładały państwa w Pendżabie, na płaskowyżu Dekan i w dolinie Gangesu. W I tysiącleciu p.n.e. ich kultura rozszerzyła wpływy na Archipelag Malajski i północno-zachodnią część Półwyspu Indochińskiego.
W Azji Zachodniej w połowie II tysiąclecia p.n.e. powstało imperium hetyckie. W VIII i VII wieku p.n.e. wybrzeża Azji Mniejszej znalazły się pod wpływami greckimi. Powstałe w VI wieku p.n.e. na gruzach Asyrii i Babilonii imperium perskie zostało podbite przez Aleksandra Macedońskiego w drugiej połowie IV wieku p.n.e. W I wieku p.n.e. południowo-zachodnia Azja znalazła się pod panowaniem rzymskim. Od VII wieku połączone dzięki islamowi plemiona arabskie utworzyły w Azji Południowo-Zachodniej nowe imperium.
Od IV wieku z południowej Syberii i Mongolii przez Azję Środkową trwała ekspansja na zachód plemion turecko-mongolskich. W X–XI wieku Turcy seldżuccy opanowali Persję, Armenię, Mezopotamię, Syrię, Palestynę i Azję Mniejszą. W XII wieku plemiona mongolskie pod wodzą Czyngis-chana i jego następców podbiły Syberię, Turkiestan i Chiny. Po zwycięskiej bitwie nad Kałką w 1223 roku narzuciły swoją dominację książętom ruskim, a w 1258 roku rozbiły kalifat bagdadzki. W XIV wieku w Azji Mniejszej powstało Imperium Osmańskie. W XVI wieku na Półwyspie Indyjskim – państwo Wielkich Mogołów.

## Epoka kolonializmu i dekolonizacja Azji
Od początku epoki odkryć geograficznych na przełomie XV i XVI wieku w Azji swoje wpływy poszerzały państwa europejskie, co ostatecznie w XIX wieku doprowadziło do zawiązania układów z niektórymi państwami azjatyckimi oraz uzależnienia niektórych regionów. Rosja zaczęła budować swoją administrację na Syberii, królowa Wielkiej Brytanii stała się głową części królestw indyjskich oraz uzyskała od Chin Hongkong, Francja uzyskała koncesje od królestw Indochinach, Holandia – w Indonezji, Portugalia – uzyskała Makau. Królestwa, które nadały koncesje Europejczykom (rządy pośrednie), często traciły uznanie międzynarodowe Zachodu, jednak funkcjonowały suwerennie, niezależnie od oficjalnej kolonii. W drugiej połowie XIX wieku na wpływy europejskie otworzyła się Japonia i rozpoczęła rywalizację z Rosją o dominację w Mandżurii i Korei. Konfrontacja ta doprowadziła w latach 1904–1905 do wojny rosyjsko-japońskiej i zwiększenia wpływów japońskich w Chinach.
Na przełomie XIX i XX wieku niektóre regiony Azji zostały ogarnięte przez powstania antyfeudalne. W latach 1905–1911 taka rewolucja miała miejsce w Persji, w 1908 roku – w Turcji, w latach 1911–1913 – w Chinach. Po I wojnie światowej i zwycięstwa bolszewików w Rosji w Azji nasiliły się tendencje niepodległościowe. W 1921 roku w Mongolii przy wsparciu bolszewików zwyciężyła rewolucja, w wyniku której w 1924 roku powstała Mongolska Republika Ludowa. W 1924 roku w Chinach wybuchła długotrwała wojna domowa między chińskimi komunistami i narodowcami z Kuomintangu. W latach 1931–1932 Japonią utworzyła państwo Mandżurskie i ustaliła jego władców, pięć lat później – armia japońska zajęła wschodnie Chiny, a w latach 1941–1942 – Azję Południową i Południowo-Wschodnią, pomagając dojść do władzy środowiskom anty-europejskim i rozwiązując większość kolonii. Po zakończeniu drugiej wojny światowej i kapitulacji wojska japońskie wycofały się z Azji, pozostawiając po sobie nowy układ, niechętny wobec Europejczyków.
W drugiej połowie XX wieku w Azji, mimo istnienia na kontynencie stref wpływów podzielonego świata, co przekładało się na wiele konfliktów lokalnych (wojna koreańska, indochińska, konflikty bliskowschodnie, bangladeski i afgański), trwał proces dekolonizacji. Liban i Syria ogłosiły niepodległość w 1943 roku, Birma w 1941 roku (uznana po 1947 roku), Indonezja w 1945 (uznana po 1949),  Wietnam, Kambodża i Laos wypowiedziały kontrakty z Francją w 1945 (uznane w 1952 roku). Filipiny – w 1945 roku (w 1941 jako państwo z rządem pro-japońskim), Korea w 1948 roku utworzyła swój pierwszy, niepodległy rząd, Indie i Pakistan – w 1947, rok później – Izrael, i Sri Lanka, w 1960 roku – Cypr, w 1961 roku – Kuwejt, w 1965 roku – Singapur, w 1967 roku – Jemen Południowy, w 1971 roku – Bahrajn, Federacja Zjednoczonych Emiratów Arabskich i Bangladesz. Po rozpadzie ZSRR w 1991 roku powstały niepodległe Turkmenistan, Uzbekistan, Tadżykistan i Kirgistan.

## Azja postkolonialna
Pod względem politycznym, gospodarczym i kulturowym Azja drugiej połowy XX wieku była podzielona się na cztery regiony: Azja Południowo-Wschodnia, obejmująca Półwysep Indochiński i Malajski oraz Archipelag Malajski, subkontynent indyjski z Indiami, Bangladeszem, Nepalem, Pakistanem, Bhutanem, Sri Lanką, Birmą i częściowo Afganistanem, Daleki Wschód, na który składały się Chiny, Tajwan, Japonia i Korea, oraz Bliski Wschód z krajami arabskimi i Izraelem.
W Azji Południowo-Wschodniej w latach 1946–1954 trwała wojna indochińska, co doprowadziło do podziału Wietnamu na Demokratyczną Republikę Wietnamu i Republikę Wietnamu. Na przełomie lat czterdziestych i pięćdziesiątych XX wieku w Indonezji wybuchła wojna domowa, w których komunistyczną partyzantkę wspierały wpierw ZSRR, później Chiny. Na przełomie lat pięćdziesiątych i sześćdziesiątych XX wieku doszło do konfliktu pomiędzy proradzieckim Wietnamem Północnym i prozachodnim Wietnamem Południowym, który w 1976 roku doprowadził do powstania Socjalistycznej Republiki Wietnamu. Wojna wietnamska stworzyła warunki do objęcia władzy przez komunistów w Laosie i Kambodży. W Kambodży ustanowiony został reżim Czerwonych Khmerów, obalony w 1978 roku wskutek interwencji wietnamskiej, która jednocześnie wywołała długotrwałą wojnę domową, zakończoną porozumieniem paryskim w 1991 roku.
W drugiej połowie XX wieku Indie uwikłały się w spór z Chinami, czego konsekwencją była wojna graniczna 1962 roku. Trzy lata później Indie z Pakistanem toczyły wojnę o granicę w Kaszmirze. Wewnętrzne walki w Pakistanie o uzyskanie autonomii przez Pakistan wschodni stały się podłożem kolejnego konfliktu pomiędzy Indiami a Pakistanem w 1971 roku, wskutek czego powstało nowe państwo Bangladesz. W Afganistanie w 1978 roku doszło do zamachu stanu. Komunistycznych zamachowców w 1979 roku poparł ZSRR, zaś Stany Zjednoczone i inne państwa muzułmańskie poparły mudżahedinów. Po dziewięciu latach walk ZSRR wycofał swoje wojska. Zwycięskie stronnictwo mudżahedinów w 1992 roku przejęło władzę w Afganistanie. W 1996 roku talibowie ogłosili w Kabulu państwo oparte na zasadach szariatu. Nowy reżim kształtował się przez trzy lata. Po atakach terrorystycznych na WTC i Pentagon z 11 września 2001 roku rząd amerykański obalił władzę talibów, jednakże 20 lat później talibowie definitywnie odzyskali ją.
Na Dalekim Wschodzie w latach 1946–1949 wskutek wojny domowej w Chinach została ustanowiona władza komunistyczna. Władze Republiki Chińskiej znalazły schronienie na Tajwanie. Walka o wpływy na Półwyspie Koreańskim pomiędzy Stanami Zjednoczonymi a ZSRR przyczyniła się do podziału Korei na Północną i Południową. W konflikt koreański po stronie ZSRR zaangażowały się Chiny, po stronie Stanów Zjednoczonych – 16 państw ONZ. W 1969 roku pomiędzy Chinami a ZSRR na tle geopolitycznym doszło do starć nad rzeką Ussuri, czego wynikiem była zmiana polityki zagranicznej Chin. Stosunki pomiędzy Chinami a ZSRR zaczęły się ocieplać w latach osiemdziesiątych XX wieku. Po upadku ZSRR państwa Dalekiego Wschodu (Chiny, Japonia, Korea Południowa) nawiązały stosunki dyplomatyczne z powstałymi na jego gruzach państwami. W 1997 roku Hongkong i w 1999 roku Makau zostały przekazane Chinom.
Bliski Wschód od drugiej połowy XX wieku mierzył się z problemem palestyńskim, czego przejawem były cztery wojny izraelsko-arabskie w latach 1948, 1956, 1967 i 1973. Konflikt ten miał wpływ na wybuch wojny domowej w Libanie, która trwała przez piętnaście lat – do 1990 roku. Spory graniczne pomiędzy Iranem a Irakiem przerodziły się w wojnę irańsko-iracką, trwającą w latach 1980–1988, a pomiędzy Irakiem a Kuwejtem – w I wojnę w Zatoce Perskiej w latach 1990–1991. W 2003 roku połączone siły Wielkiej Brytanii i Stanów Zjednoczonych obaliły w Iraku reżim Saddama Husajna.